# 安原琉那
安原 琉那（やすはら るな、2006年11月11日 - ）は、千葉県出身の日本の女優。エーライツに所属。

## 出演

### テレビドラマ
- 特捜9 season1 第5話（2018年5月9日、テレビ朝日） - 酒井菜々子（幼少期） 役
- 文学処女 第3話（2018年9月10日 - 10月29日、毎日放送 / 2018年9月12日 - 10月31日、TBS） - 月白鹿子（幼少期） 役
- 七人の夫 劇団ヘラクレスの掟NextStage（2018年10月19日 - 12月21日、東海テレビ） - 鶴田愛莉 役
- 中学聖日記 第4話（2018年10月30日、TBS） - 岩崎りか 役
- 24時間テレビ ドラマスペシャル（日本テレビ）
  - 24時間テレビ42「絆のペダル」（2019年8月24日） - 宮澤妙子（少女時代） 役
  - 24時間テレビ44「生徒が人生をやり直せる学校」（2021年8月21日）
- 連続テレビ小説 スカーレット（2019年9月30日 - 2020年3月28日、NHK総合） - 川原直子（少女期） 役
- 絶対零度〜未然犯罪潜入捜査〜 Season4 第1話（2020年1月6日、フジテレビ） - 澤本歩美 役
- 俺たちはあぶなくない〜クールにさぼる刑事たち 第1話（2020年9月18日、毎日放送） - 中学生 役
- その女、ジルバ（2021年1月9日 - 3月13日、東海テレビ） - 久慈きら子（幼少期） 役
- ブラッシュアップライフ（2023年1月8日 - 3月12日、日本テレビ） - 近藤麻美（中高生時代） 役[1]
- PJ 〜航空救難団〜 最終話（2025年6月19日、テレビ朝日） - 飲み会の女性 役[2]

### 映画
- あこがれの色彩（2022年） - 咲 役
- 耳をすませば（2022年10月14日公開、SPEJ / 松竹） - 月島雫（中学生時代） 役
- あこがれの色彩（2024年5月10日公開、スタジオレヴォ）[3]